# Dikran Tcheugurian
Dikran Tcheugurian, né en 1884 à Gümüşhane et mort en 1915 à Ayaş, est un intellectuel, écrivain et journaliste arménien. Il fut notamment l'éditeur du journal Vostan (en arménien : Ոստան : La Capitale). Il est l'un des intellectuels victimes de la rafle des intellectuels arméniens du 24 avril 1915 à Constantinople.

## Œuvres
- Le monastère, journal d'un religieux (Vartabed)
  - Cette œuvre de fiction a été adaptée au théâtre par Sarkis Tcheumlekdjian en 1990[1].